# 秀琴歌劇團

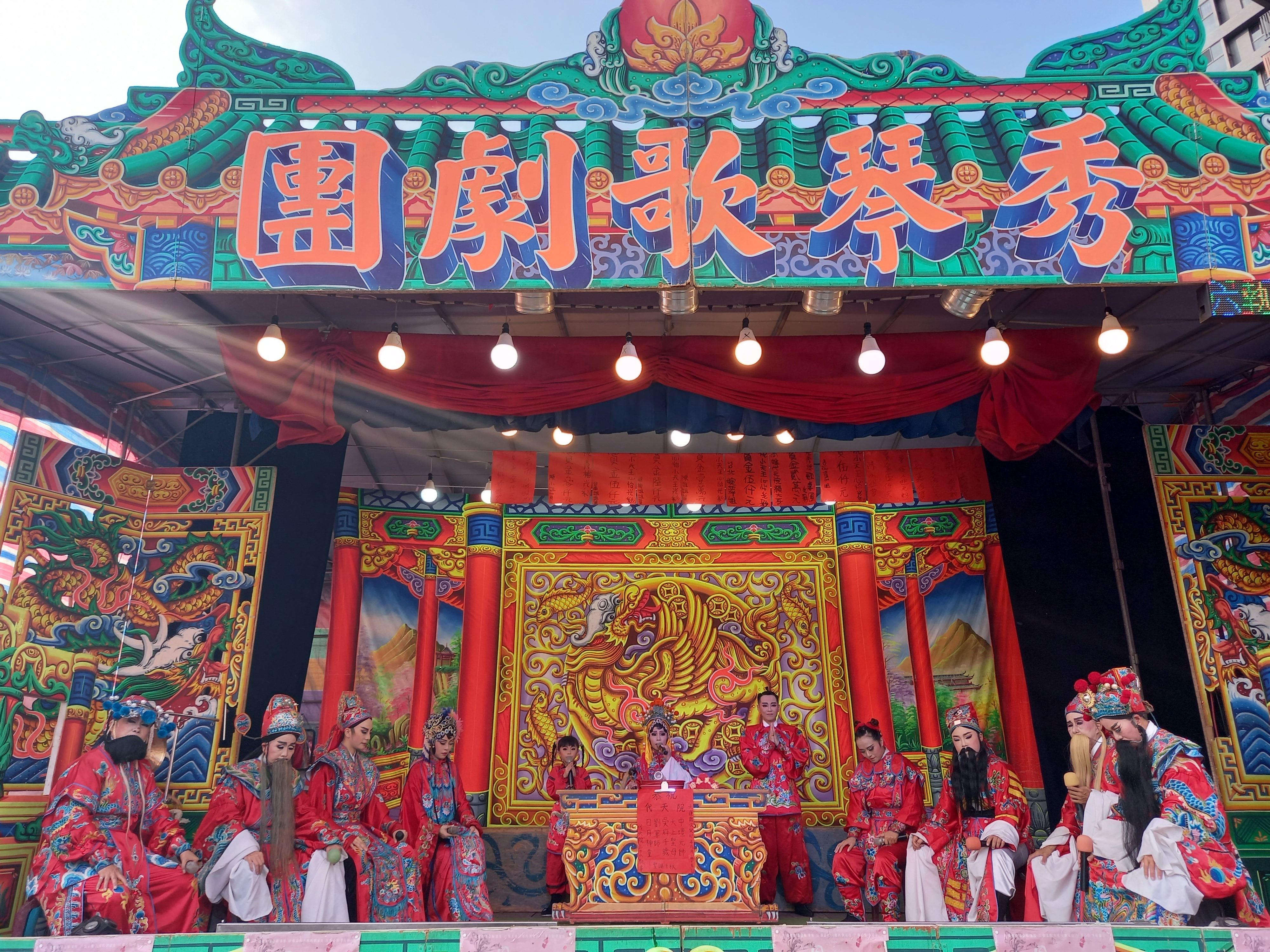
秀琴歌劇團外台民戲扮仙

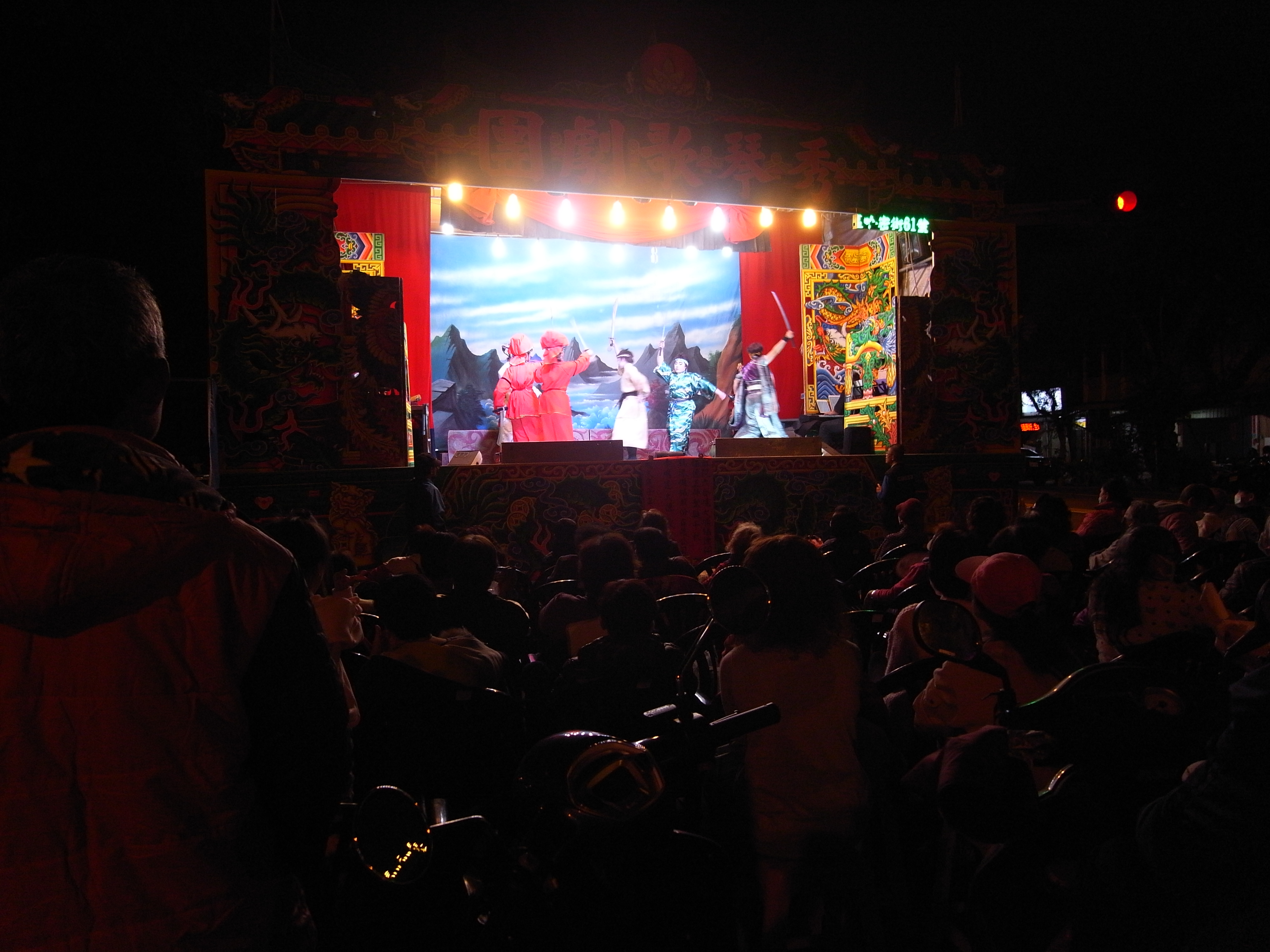
秀琴歌劇團於外台民戲夜戲演出

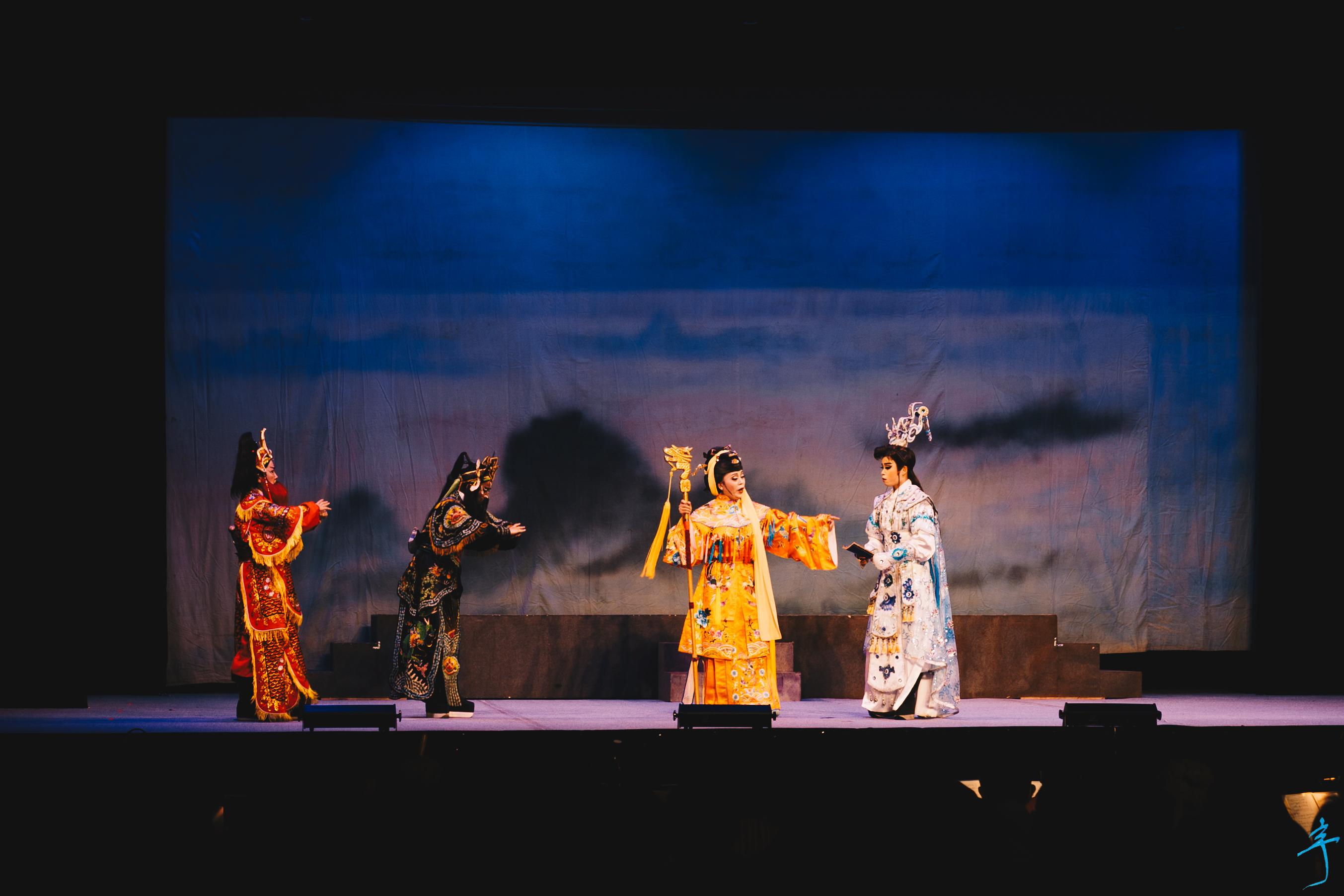
秀琴歌劇團於內台劇場演出

秀琴歌劇團（臺羅：Siù-Khîm kua-kio̍k-thuân），是一個立案於臺灣台南市的民營歌仔戲團，由張秀琴（1963-）於1986年在臺中市成立，後於2001年在台南市登記，活動項目涵蓋歌仔戲室內外公演和外台民戲，自2001年起入選為國家扶植團隊（TAIWAN TOP演藝團隊）迄今。

## 沿革
1986年由張秀琴組團，1988年於台中正式登記，1990年劇團首次到台南三山國王廟演出並深獲好評，2000年起踏上公演舞台，後於2001年在台南市登記。
劇團核心成員「鐵三角」為當家小生張秀琴、小旦莊金梅，以及集編導演於一身的米雪（陳湣玲），帶領第二代演員張心怡（張秀琴之女），及老中青團員莊秀鳳、楊秀梅、陳曼伶、李婉瑜等人，活躍於歌仔戲外台民戲與室內外公演，乃至於現代劇場等演出。
自2001年起入選為國家扶植團隊迄今，獲諸多大型專案肯定，四度入選財團法人國家文化藝術基金會「歌仔戲製作及發表專案」，且連續獲選參與歌仔戲外台匯演、保生文化祭、臺北市文化就在巷子裡－社區藝術巡禮、臺南藝術節、高雄春天藝術節等大型甄選演出，2012年以《安平追想曲》首度進入國家表演藝術中心國家戲劇院演出，2023年受國立傳統藝術中心委託製作臺灣戲曲藝術節旗艦製作《鳳凰變》，於臺灣戲曲中心大表演廳演出。除展演創作外，同時亦著力於傳承、培育與推廣面，培養新一代歌仔戲演員與幕後人才。

## 獎項榮譽
團長張秀琴分別於2004年及2018年榮獲中興文藝獎─戲劇獎、全球中華文化藝術薪傳獎地方戲劇類。2023年獲頒臺南市榮譽市民。
秀琴歌劇團多次入圍傳藝金曲獎各大獎項，其中作品《歌仔新調－安平追想曲》，獲財團法人國家文化藝術基金會第3屆表演藝術追求卓越專案（2009年專案），並入圍第10屆台新藝術獎表演藝術類年度作品，該作於2014年入圍第25屆傳藝金曲獎最佳傳統表演藝術影音出版獎，並於2020年重製，入圍第31屆傳藝金曲獎最佳團體演出獎、最佳劇本獎（王友輝）、最佳音樂設計獎（周以謙）、最佳演員獎（張秀琴）。作品《大唐風雲》、《喚魔香》分別入圍2015年第26屆傳藝金曲獎及2019年第30屆傳藝金曲獎最佳傳統表演藝術影音出版獎作品《蘇乞兒》入圍2018年第29屆傳藝金曲獎最佳團體年度演出獎、最佳個人表演新秀獎（張心怡）、年度最佳演員獎（莊金梅）。

## 歷年作品
| 首演年份 | 作 品                | 編 劇         | 導 演  | 首演時間地點                     |                                                                            |
| 2000年   | 金童玉女之異國鴛鴦淚 | 莊金梅        | 莊金梅 | 2000.11.19板橋潮和宮             | 第1屆外台歌仔戲匯演                                                        |
| 2000年   | 罪                   | 莊金梅        | 莊金梅 | 2000.12.03臺南市九天壇           | 又名《王者之爭》                                                           |
| 2002年   | 尪某情               | 林有志        | 閻循偉 | 2002.05.10臺北市中山堂演藝廳     |                                                                            |
| 2002年   | 燒餅皇帝             | 林有志        | 莊金梅 | 2002.09.10嘉義市九華山地藏庵     | 又名《皇上駕到》                                                           |
| 2003年   | 鍾馗嫁妹             | 莊金梅        | 莊金梅 | 2003.09.26臺中市中山公園         | 第3屆外台歌仔戲匯演 又名《鍾馗傳奇》                                       |
| 2003年   | 三春暉               | 莊金梅        | 呂瓊珷 | 2003.11.04成功大學               |                                                                            |
| 2004年   | 血染情               | 莊金梅        | 張秀琴 | 2004.07.11大甲鎮瀾宮             | 國藝會第1屆歌仔戲製作及發表專案                                            |
| 2005年   | 范蠡獻西施           | 王友輝        | 劉光桐 | 2005.07.01臺南市關帝殿           | 國藝會第2屆歌仔戲製作及發表專案                                            |
| 2006年   | 魅湖咒               | 米 雪         | 呂瓊珷 | 2006.12.09臺南市文化中心         |                                                                            |
| 2008年   | 玉石變               | 王友輝        | 曹復永 | 2008.06.28高雄市開漳聖王廟       | 國藝會第4屆歌仔戲製作及發表專案                                            |
| 2009年   | 桐花二度             | 許芳慈        | 米 雪  | 2009.01.18大稻埕戲苑             | 又名《油桐花開》                                                           |
| 2009年   | 阿育王               | 米 雪         | 米 雪  | 2009.08.28城市舞台               | 城市舞台戲劇類創作節目甄選演出                                             |
| 2010年   | 某飼尪大             | 米 雪         | 米 雪  | 2010.10.30木柵集應廟             | 中華民國建國一百年經典好戲                                                 |
| 2011年   | 未生怨               | 陳寶惠        | 米 雪  | 2011.06.12大稻埕戲苑             |                                                                            |
| 2011年   | 施公案               | 米 雪         | 米 雪  | 2011.08.07大稻埕戲苑             |                                                                            |
| 2011年   | 安平追想曲           | 王友輝        | 王友輝 | 2011.12.24臺南市文化中心演藝廳   | 國藝會第3屆表演藝術追求卓越專案 入圍第25屆傳藝金曲獎最佳表演藝術影音出版獎 |
| 2012年   | 紅樓夢               | 陳寶惠        | 米 雪  | 2012.06.01大稻埕戲苑             |                                                                            |
| 2012年   | 新海上花             | 米 雪         | 米 雪  | 2012.06.03大稻埕戲苑             |                                                                            |
| 2012年   | 血戰睢陽             | 米 雪         | 米 雪  | 2012.07.17下林建安宮             |                                                                            |
| 2012年   | 金猴降妖             | 米 雪         | 米 雪  | 2012.09.01臺南市文化中心原生劇場 |                                                                            |
| 2012年   | 海魔女               | 米 雪         | 米 雪  | 2012.11.14臺南市良寶宮           |                                                                            |
| 2012年   | 火童                 | 米 雪         | 米 雪  | 2012.11.17大稻埕戲苑             |                                                                            |
| 2013年   | 天倫夢               | 米 雪         | 米 雪  | 2013.01.19大稻埕戲苑             |                                                                            |
| 2013年   | 三目二郎神           | 洪瓊芳        | 米 雪  | 2013.06.23南投市敦和宮           | 國藝會第7屆歌仔戲製作及發表專案                                            |
| 2013年   | 大唐風雲             | 米 雪         | 劉光桐 | 2013.12.20城市舞台               | 入圍第26屆傳藝金曲獎最佳表演藝術影音出版獎                                 |
| 2014年   | 夜祭                 | 米 雪         | 米 雪  | 2014.11.15臺南市南廠水門宮       |                                                                            |
| 2015年   | 囍事雙飛             | 米 雪         | 劉光桐 | 2015.06.19大東文化藝術中心       | 2015年高雄春天藝術節                                                       |
| 2015年   | 番婆弄昭君           | 米 雪         | 米 雪  | 2015.11.15新化演藝廳             | 三團三陣獻藝作陣                                                           |
| 2016年   | 蘇乞兒               | 米 雪         | 劉光桐 | 2016.05.20大東文化藝術中心       | 2016年高雄春天藝術節 入圍第29屆傳藝金曲獎最佳年度團體演出獎                |
| 2017年   | 忘情水               | 米 雪         | 劉光桐 | 2017.09.01大稻埕戲苑             |                                                                            |
| 2018年   | 府城的飯桌仔         | 陳慧勻 邱佳玉 | 米 雪  | 2018.05.26吳園藝文中心           | 2018年台南藝術節                                                           |
| 2018年   | 喚魔香               | 陳宇文        | 劉光桐 | 2018.06.15大東文化藝術中心       | 2018年高雄春天藝術節 入圍第30屆傳藝金曲獎最佳表演藝術影音出版獎            |
| 2019年   | 寒水潭春夢           | 王瓊玲        | 劉光桐 | 2019.07.05大東文化藝術中心       | 2019年高雄春天藝術節                                                       |
| 2019年   | 阿牛弄牛犁           | 邱佳玉        | 米 雪  | 2019.08.30台江文化中心           |                                                                            |
| 2019年   | 重台夢迴             | 何恃東        | 米 雪  | 2019.11.15大稻埕戲苑             | 開枝散葉系列-傳統戲曲團隊新作發表計畫                                      |
| 2021年   | 海神媽祖             | 米 雪         | 米 雪  | 2021.11.20國立傳統藝術中心       | 2021年亞太傳統藝術節                                                       |
| 2021年   | 前世今生是何生       | 米 雪         | 米 雪  | 2021.11.27大稻埕戲苑             | 110年大稻埕戲苑傳統戲曲表演藝術節目—傳承專案                               |
| 2022年   | 青衣銀甲梁紅玉       | 洪瓊芳        | 米雪   | 2022.08.06台江文化中心台江劇場   | 開枝散葉系列-傳統戲曲團隊新作發表計畫                                      |
| 2023年   | 鳳凰變               | 王友輝        | 王友輝 | 2023.4.13臺灣戲曲中心大表演廳    | 2023臺灣戲曲藝術節旗艦製作                                                 |

## 外部連結
- 官方部落格 （页面存档备份，存于）
- Facebook粉絲專頁